# Малайзийско-перуанские отношения
Малайзийско-перуанские отношения — двусторонние дипломатические отношения между Малайзией и Перу. Государства являются членами Азиатско-Тихоокеанского экономического сотрудничества.
Малайзия имеет посольство в Лиме, которое было открыто в 1996 году, а Перу имеет посольство в Куала-Лумпуре, которое было открыто в 1992 году. Страны стремятся развить отношения в сфере туризма, торговли и инвестиций, сельского и лесного хозяйства, здравоохранения, науки и технологий, энергетики, образования, сельских районов, борьбы с нищетой, гастрономии, искусства и культуры.

## История
11 октября 1995 года премьер-министр Малайзии Махатхир Мохамад направился с официальным визитом в Перу. Махатхир Мохамад заявил, что государства должны стремиться к ощутимому экономическому сотрудничеству, более прочным торговым связям и более глубокому уровню политических и культурных отношений .

## Торговля
Малайзия является одним из основных направлений для перуанского экспорта, объём товарооборота в 2012 году составил сумму 235 миллионов долларов США. Перуанский экспорт в Малайзию составляет около 28 миллионов долларов США, а малазийский в Перу — 207 миллионов долларов США.

## Соглашения
В 1995 году между государствами было подписано соглашение о взаимном продвижении и защите инвестиций.

## Галерея

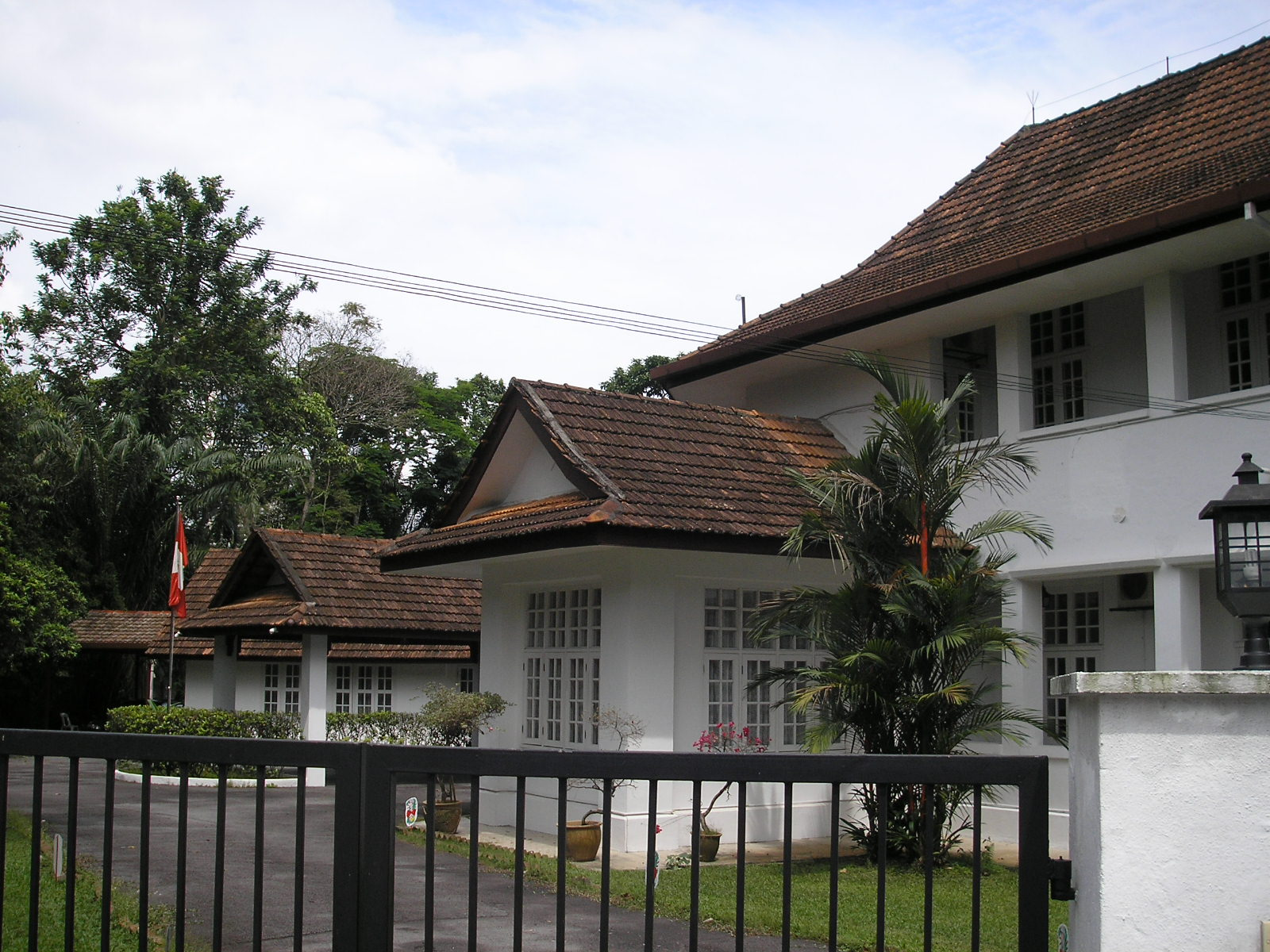
Посольство Перу в Куала-Лумпуре
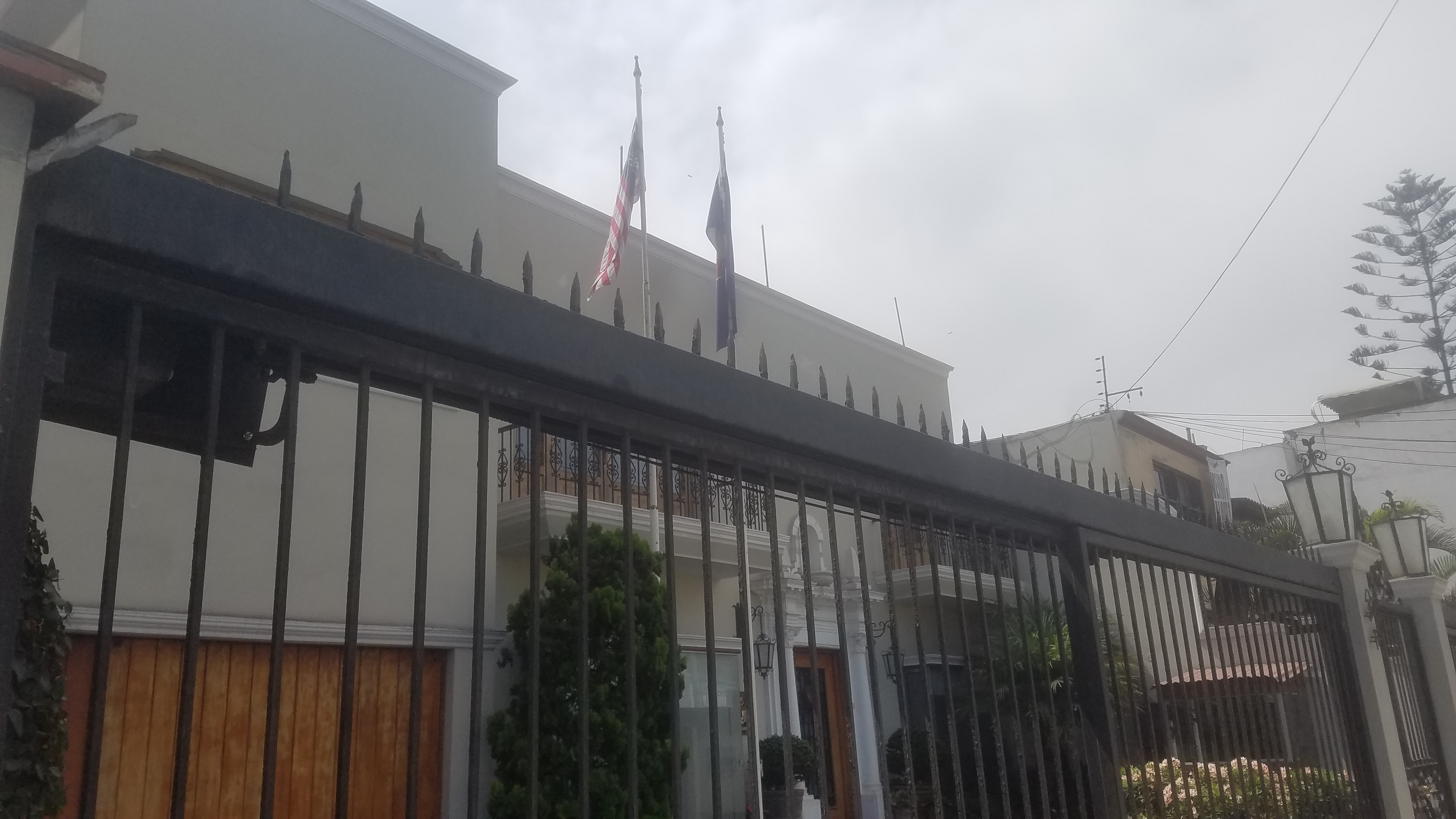
Посольство Малайзии в Лиме